# Ángel María de Barcia y Pavón

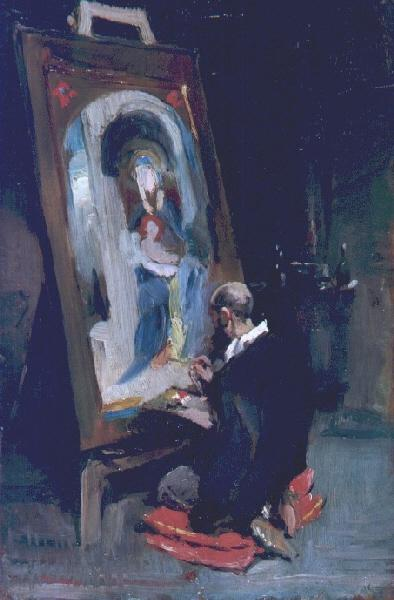
Alejandro Ferrant y Fischermans: Ángel María de Barcia, pintando en su estudio de Roma, 1877. Óleo sobre tabla, 20,5 x 13,5 cm, Museo de Bellas Artes de Córdoba.

Ángel María de Barcia y Pavón (Córdoba, 25 de marzo de 1841-Madrid, 11 de agosto de 1927) fue un pintor, escritor, bibliófilo y archivero español. 

## Biografía
Formado en la Real Academia de Bellas Artes de San Fernando, en 1858 presentó ya un Paisaje con majos y majas en la exposición de Cádiz. De 1875 a 1877 viajó por Italia y visitó la Academia Española de Roma donde coincidió con Alejandro Ferrant y Fischermans, que lo retrató en un apunte rápido pintando de rodillas sobre cojines, según acostumbraba a trabajar. En su producción hay copias de los grandes maestros (San Sebastián de Guido Reni, Virgen con el Niño de Fra Angélico o Adoración de los Reyes según Gianbattista Tiepolo), paisajes y vistas arquitectónicas (Molinillo de Sansueña, Atrio de San Marcos de Venecia) y retratos historicistas, como el retrato del obispo Osio de Córdoba pintado para la galería de obispos cordobeses del palacio episcopal.
Miembro del Cuerpo de Archiveros y Bibliotecarios, dirigió la sección de Estampas de la Biblioteca Nacional de España. En 1901, como encargado de la sección, publicó el Catálogo de los retratos de personajes españoles que se conservan en la Sección de Estampas y de Bellas Artes de la Biblioteca Nacional, y en 1906, como jefe de la sección de Bellas Artes, el Catálogo de la colección de dibujos originales de la Biblioteca Nacional. Se encargó también de la catalogación de las colecciones de pinturas, vasos pintados y estampas del duque de Berwick y de Alba.
En el terreno de la historia del arte defendió la autenticidad del retrato de Miguel de Cervantes atribuido a Juan de Jáuregui. Publicó también «apuntes íntimos» y memorias, recopilaciones que denominaba mamotretos, y diarios de viaje, entre ellos el Viaje a Tierra Santa en la primavera de 1888, impreso en Madrid un año más tarde.